# 東名皆瀬川橋
東名皆瀬川橋（とうめいみなせがわばし）は、神奈川県足柄上郡山北町の酒匂川水系皆瀬川に架かる東名高速道路の橋梁である。

## 概要
中央径間180m、全長288mの上路式逆ローゼ橋で、アーチ部分は朱色に塗装されている。1969年（昭和44年）の完成当初は上下線各2車線の橋が2本並列していたが、1991年（平成3年）の拡幅事業により北側にもう1本の橋が新設され、南側から下り線左ルート（2車線）、下り線右ルート（2車線）、上り線（3車線）の3本の橋が並列する。1990年度には、4kmほど名古屋寄りに架かる東名酒匂川橋とともにかながわの橋100選に選定された。
皆瀬川は丹沢山地に源を有する酒匂川水系の二級河川で、東西に架かる本橋の下を南に流れ、国道246号の先で酒匂川に合流する。皆瀬川の左岸には神奈川県道725号玄倉山北線が並行する。この区間の東名高速道路は山腹を通るため、本橋は谷を渡る高所に架橋されている。開通前の現場測定では、谷風に起因する橋軸直角方向の水平振動が常時観測された。2000年10月から2002年3月にかけて、左ルートと右ルートの耐震補強工事が行われた。